# Ченстоховська митрополія
Ченстоховська митрополія — одна з 14 митрополій Римо-католицької церкви в Польщі. До її складу входять:
- Ченстоховська архідієцезія
- Бєльсько-живецька дієцезія
- Радомська дієцезія
- Сосновецька дієцезія

| Прапор Польщі | Це незавершена стаття про Польщу. Ви можете допомогти проєкту, виправивши або дописавши її. |